# Frösjön (Urshults socken, Småland)
Frösjön är en sjö i Tingsryds kommun i Småland och ingår i Mörrumsåns huvudavrinningsområde. Sjöns area är 0,5 kvadratkilometer och den är belägen 139,9 meter över havet. Vid provfiske har bland annat abborre, björkna, braxen och gers fångats i sjön.

## Fisk
Vid provfiske har följande fisk fångats i sjön:
- Abborre
- Björkna
- Braxen
- Gärs
- Gädda
- Karpfisk obestämd
- Löja
- Mört
- Sarv